# Oboga
Oboga è un comune della Romania di 1 497 abitanti, ubicato nel distretto di Olt, nella regione storica dell'Oltenia. 
Nel 2003 si sono staccati da Oboga i villaggi di Călui e Gura Căluiu, anfati a formare il comune di Călui.